# Manuele Caddeo
Manuele Caddeo (Imperia, 2 maart 1986) is een Italiaans voormalig professioneel wielrenner. In 2008 was hij vanaf augustus stagiair bij Cinelli OPD. In 2009 won hij de 2e etappe van de Ronde van de Aostavallei en behaalde hij de tweede plek in de Baby Giro. In 2011 beëindigde hij zijn carrière als wielrenner.

## Biografie
In 2008 behaalde Caddeo een derde plaats in GP Palio del Recioto en werd hij vijfde in de GP Industrie del Marmo. Vanaf augustus reed hij als stagiair bij Cinelli OPD. Hij werd in september vierde in de Ruota d'Oro. Cinelli OPD besloot hem geen contract aan te bieden, waarop hij in 2009 bij Team Hopplà Seano Bellissima ging rijden. Hij behaalde dat jaar zijn eerste, en enige, overwinning in de tweede etappe van de Ronde van de Aostavallei. Ook werd hij tweede in de Baby Giro. In 2010 reed hij voor de Sloveense ploeg Zheroquadro Radenska. Hij wist dat jaar nog derde te worden in de tweede etappe van de Wielerweek van Lombardije. In 2011 ging hij naar Colnago-CSF Inox, waar hij zijn carrière beëindigde.

## Belangrijkste overwinningen
2009
- 2e etappe Ronde van de Aostavallei

## Ploegen
- 2008 –  Cinelli OPD (stagiair)
- 2009 –  Team Hopplà Seano Bellissima (geen profteam)
- 2010 –  Zheroquadro Radenska
- 2011 –  Colnago-CSF Inox